# Vin jaune

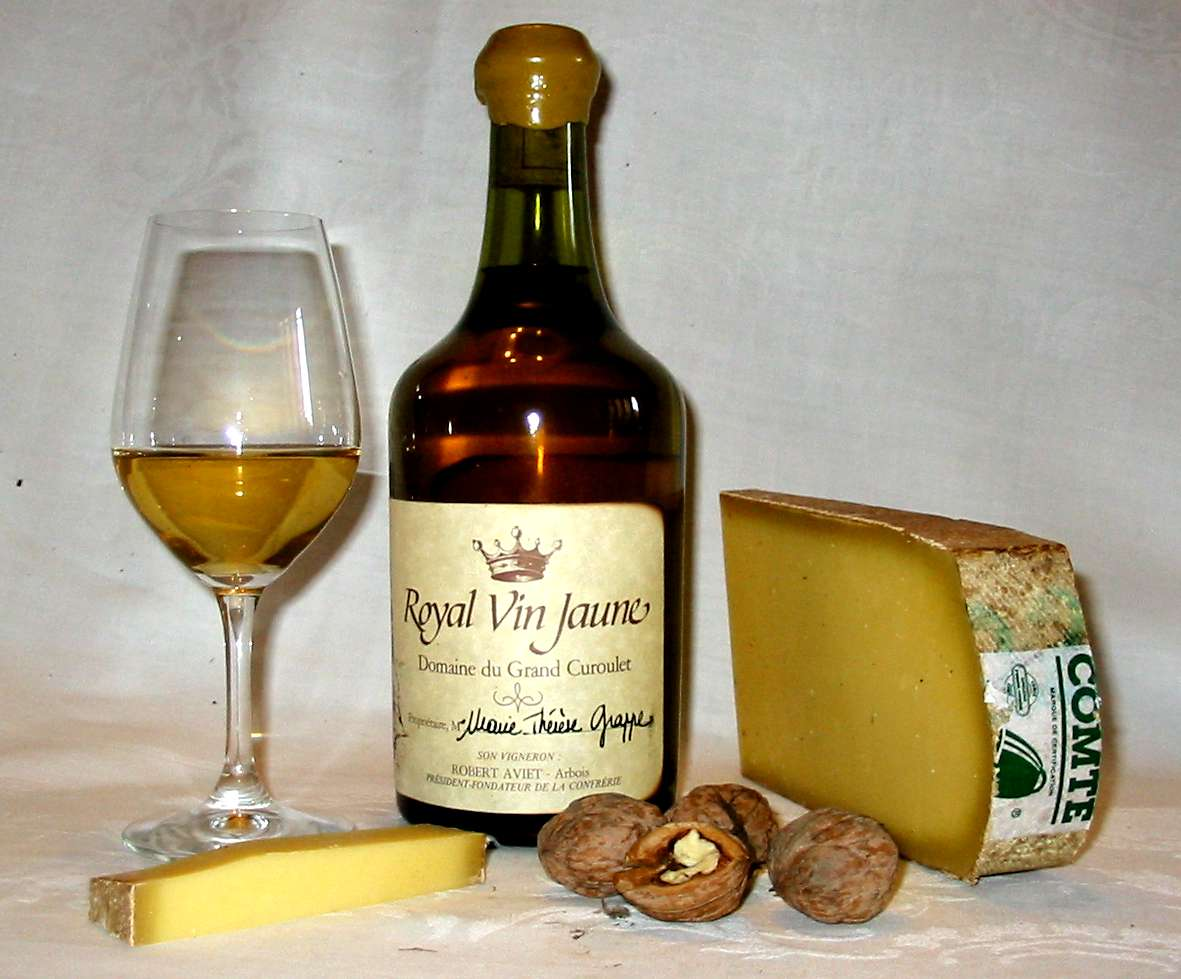
Vin Jaune.

Vin Jaune, gult vin, är en fransk vinsort som produceras i Jura i östra Frankrike. Vin Jaune utgör ungefär 5 % av Juras totala vinproduktion.
Vinet är gjort på Savagnin-druvan och fatlagras minst sex år med ett tunt lager jäst på vinets yta, som skyddar mot olika bakterier. Under fatlagringsprocessen övervakas jästen på vinets yta, men vinet ska vara orört under processen. Om inte vinet är tillräckligt lagrat efter sex år säljs det, med ett annat namn.
År 2018 såldes en då 244 år gammal flaska med Vin Jaune på en auktion i Jura för 103 700 euro.
Flaskorna som vinet säljs i är alltid exakt 62 centiliter stora. Vinfestivalen La Percée du Vin Jaune, en av Frankrikes mest kända vinfestivaler, är uppkallad efter Vin Jaune.